# Isopentylhexanoat
Pentylhexanoat ist eine organische Verbindung aus der Gruppe der Carbonsäureester. Sie leitet sich von n-Pentanol und Hexansäure ab.

## Herstellung und Entstehung
Propylhexanoat kann biotechnologisch hergestellt werden, wobei Isopentanol mit Hexansäure in Cyclohexan umgesetzt wird und eine Lipase aus Aspergillus oryzae als Katalysator dient. Auch die Veresterung mit lipase-haltigen Getreidesamenpulvern, beispielsweise aus Raps, ist beschrieben.

## Verwendung
Pentylhexanoat ist in der EU unter der FL-Nummer 09.070 als Aromastoff für Lebensmittel zugelassen. Daneben wird es auch als Duftstoff eingesetzt, wobei die weltweite Verwendungsmenge in der Größenordnung von 1 bis 10 Tonnen pro Jahr liegt.